# Хипермаркет
Хипермаркет се нарича много голям магазин, който комбинира в себе си супермаркет и универсален магазин.
Под един покрив се предлага огромно разнообразие от стоки на дребно. На теория, купувачът може да намери в магазина всичко необходимо за седмицата с едно посещение. Неговата площ е не по-малка от 2500 m².
Търговската форма е самообслужване. Характерно за този вид търговия е, че стоките са разделени на секции в щандове и витрини. Така потребителят сам може да избере предпочитаната от него стока. Хората избират тези места заради по-богатия асортимент от стоки и формата на обслужване. Ниските цени, промоциите и декорацията на самата търговска зала са фирмена политика.
Липсват точни исторически сведения за възникването на първия хипермаркет. Смята се, че японската фамилия „Мицуи“ е направила първите крачки със създаването на първия универсален магазин. В него стоките се обособяват на щандове и витрини.